# Vince Hunter
Vincent Shamar Hunter (Detroit, Míchigan; 5 de agosto de 1994) es un jugador de baloncesto estadounidense que pertenece a la plantilla del Lokomotiv Kuban de la VTB United League. Con 2,03 metros de estatura, juega en la posición de ala-pívot y pívot.

## Trayectoria deportiva
Hunter destaca por su gran presencia física, formado en la UTEP e incluido en el Mejor Quinteto de la All-Conference USA en 2015. En 2015, jugó en el Reno BigHorns donde promedió 21.8 puntos y 11.1 rebotes por partido. Estuvo en los Sacramento Kings, pero finalmente no llegó a debutar en la NBA.
En 2016, firma con el Panathinaikos B.C., aterriza en Grecia tras iniciar la temporada en las filas de los Reno BigHorn, previamente, el ala-pívot probó suerte en la Summer League de Las Vegas con los 76ers, aunque fueron los Kings los que se hicieron con sus servicios para enviarlo, instantáneamente, a la Liga de Desarrollo.
El 14 de agosto de 2021, firma por el Metropolitans 92 de la Liga Nacional de Baloncesto de Francia.